# Tres mundos (Escher)
Tres mundos es una litografía del artista holandés M. C. Escher impresa por primera vez en diciembre de 1955.
Tres mundos representa un gran estanque o lago durante los meses de otoño o invierno, el título se refiere a las tres perspectivas visibles en la imagen: la superficie del agua en la que flotan abundantes hojas caídas, el mundo sobre la superficie, visible por el reflejo en el agua de un bosque y el mundo debajo de la superficie, observable en el gran pez que nada justo bajo la superficie del agua.
Escher también creó una imagen llamada Dos mundos.